# GBU-43/B Massive Ordnance Air Blast
Die GBU-43/B Massive Ordnance Air Blast (Abkürzung MOAB, zu deutsch etwa: Mächtige Luft-Explosions-Waffe, auch bekannt als Mother of All Bombs) der United States Air Force ist die sprengkraftstärkste konventionelle Fliegerbombe im Arsenal der US-Streitkräfte. Sie enthält 8,48 Tonnen Sprengstoff und entwickelt eine nominelle Sprengkraft von 11 Tonnen TNT-Äquivalent und einen Sprengradius von 150 Meter.
Das Akronym MOAB wurde nachträglich als das Backronym mother of all bombs („Mutter aller Bomben“) interpretiert, angelehnt an den im Zweiten Golfkrieg von Saddam Hussein geprägten Ausdruck „Mutter aller Schlachten“.
Die MOAB war die weltweit größte Bombe ihrer Art, bis im Jahr 2007 in Russland der „Vater aller Bomben“ gezündet wurde, eine Bombe mit 44 Tonnen TNT-Äquivalent.

## Entwicklung
Die MOAB gilt als Nachfolgemodell der in Vietnam, 1991 im Irak und zuletzt in Afghanistan eingesetzten Daisy Cutter (BLU-82B), die mit ca. 5,7 Tonnen Sprengstoff gefüllt ist. Diese diente ursprünglich dazu, Landezonen für Hubschrauber in den Dschungel zu sprengen; sie wurde aber auch gegen Höhlen und Truppenansammlungen eingesetzt sowie testweise zum Räumen von Minenfeldern.
Anfang 2002 untersuchte das Air Force Munitions Directorate die Möglichkeiten, die BLU-82 mit einer Steuerung auszustatten. Mit der präzisionsgelenkten Munition könnte das Trägerflugzeug deutlich höher fliegen und so der Gefährdung durch die Explosion sowie Beschuss vom Boden entgehen. Nach einigen Veränderungen entstand ein Entwurf mit einer deutlich aerodynamischeren Hülle als bei der BLU-82. Das Projekt dauerte von der Ausschreibung bis zum Test neun Monate, die tatsächliche Entwicklung der Bombe dauerte neun Wochen. Damit sollte die Bombe für den aufkommenden Irakkrieg einsatzbereit sein; sie wurde aber nicht in diesem Krieg eingesetzt.
Die MOAB wurde zum ersten Mal am 11. März 2003 getestet: Dazu wurde sie von einer Lockheed C-130 über dem Testgelände (Eglin Test Range) des Luftwaffenstützpunktes Eglin Air Force Base in Florida von der Eglin’s 46th Test Wing abgeworfen. Dieser Test fand im Zusammenhang mit der Irakkrise statt, um die irakischen Streitkräfte zu beeindrucken (vgl. Show of Force). Entwickelt wurde sie für den Einsatz gegen große Truppenansammlungen und Bunkeranlagen, aber vermutlich auch wegen der psychischen Wirkung auf den Feind, da sie bei herkömmlichen Aufgaben jedem anderen nichtnuklearen Waffensystem überlegen wäre.

## Größe und Aufbau
Mit ihrer Hülle wiegt sie 9,55 Tonnen, hat einen Durchmesser von 1,03 Meter und eine Länge von 9,14 Metern. Die Bombe besteht aus zwei Hauptkomponenten, dem Sprengkopf BLU-120/B und der Steuereinheit KMU-593/B GPS/INS.
Der BLU-120-Sprengkopf hat eine Füllung aus dem Mischsprengstoff H6: Dieser besteht aus Hexogen (Cyclotrimethylentrinitramin), auch bekannt als RDX, das zusätzlich mit Tritonal angereichert wird. Tritonal ist ein Gemisch aus Aluminiumpulver und TNT (Trinitrotoluol, Trotyl). Dieser Sprengstoff ist in der Herstellung zwar teurer als die GSX-Mixtur (gelled slurry explosive; „gelierter schlammartiger Sprengstoff“) aus Ammoniumnitrat und Aluminiumpulver, die bei der BLU-82B verwendet wird, aber auch wirkungsvoller. Die Wirkung beruht vor allem darauf, dass die entsprechenden Bomben nicht erst am Boden, sondern kurz darüber explodieren und so eine enorme Druckwelle, die sogenannte Machwelle, nahe der Erdoberfläche erzeugen.
Darüber hinaus hat die Größe dieser Bombe eine Wirkung im Sinne der psychologischen Kriegsführung.

## Stückpreis
Nach ihrem ersten Einsatz im April 2017 wurde in den Medien ein Stückpreis von 16 Mio. US-Dollar genannt, später aber auf 170.000 US-Dollar korrigiert.

## Verwendung

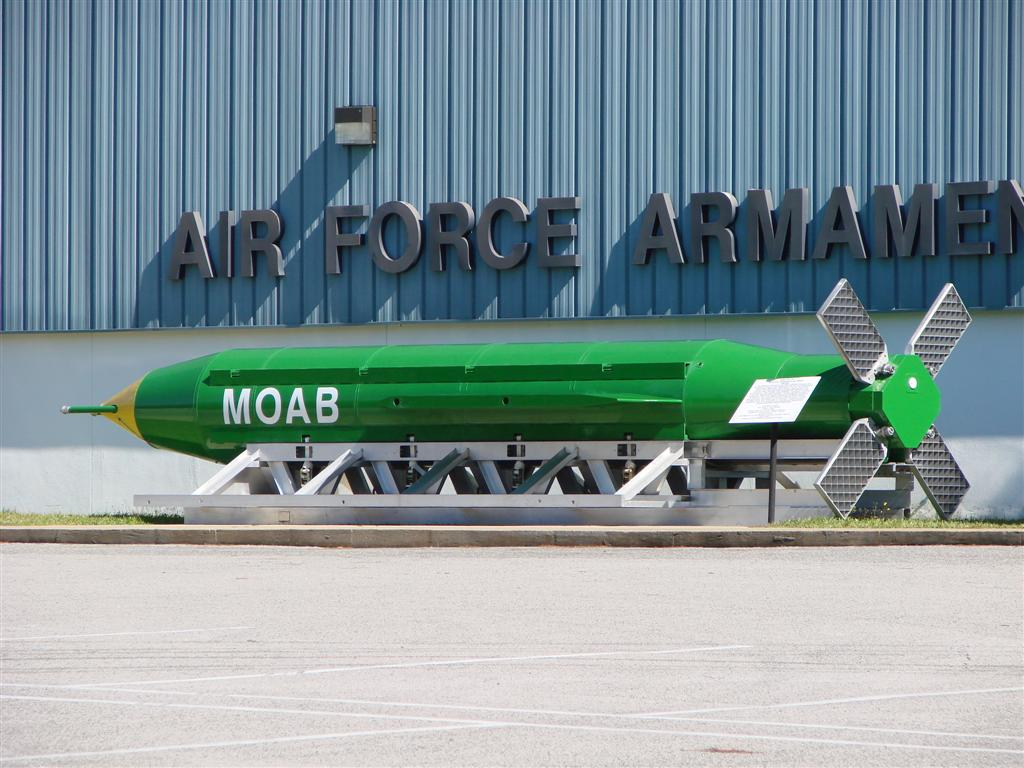
GBU-43/B im Air Force Armament Museum, Eglin Air Force Base, Florida

Wegen der großen Abmessungen kann die MOAB nur im Frachtraum des Transportflugzeuges Lockheed C-130 untergebracht werden. Die Waffe ruht dort auf einem Schlitten. Beim Abwurf wird ein kleiner Bremsfallschirm verwendet, um den Schlitten mit der Bombe aus dem Flugzeug zu ziehen, der danach zusammen mit dem Fallschirm ausgeklinkt wird. Die MOAB wird aus großer Höhe abgeworfen und mit Hilfe einer Trägheitsnavigationsplattform und des Global Positioning Systems (GPS) satellitengesteuert ins Ziel geführt. Die Steuerung erfolgt über Gitterflossen, welche sich nach dem Abwurf entfalten. Zwei feste kleine Tragflächen sorgen für zusätzliche Stabilität während des Falls. Der Abwurf kann etwa 5,5 km vor dem Ziel erfolgen.

## Einsätze
Der erste Gefechtseinsatz erfolgte am 13. April 2017 in Afghanistan. Der Angriff wurde von US-General John Nicholson, Oberbefehlshaber der US-Streitkräfte in Afghanistan, angeordnet. Die Bombe wurde aus einer Lockheed MC-130 abgeworfen. Ziel des Luftschlages waren Anhänger des „Islamischen Staates“ (IS) in einem Tunnelsystem im Atschin-Distrikt der Provinz Nangarhar im Osten des Landes. Warum der eigentlich für solche Einsätze konzipierte Massive Ordnance Penetrator (MOP) nicht benutzt wurde, ist nicht bekannt. Durch die Bombardierung wurden nach Angaben örtlicher Behörden mindestens 94 Dschihadisten des „Islamischen Staates“ getötet. Nach Aussagen lokaler Taliban-Kämpfer hielten sich dort zum Zeitpunkt des Abwurfs keine IS-Kämpfer mehr auf. Eine spätere unabhängige Analyse ergab die Zerstörung von Gebäuden in einem 150-Meter-Radius um den Explosionspunkt; von einem zunächst berichteten Krater mit einem Durchmesser von 300 m fanden die Analysten keine Spuren.